# Portion du littoral sableux de la côte aquitaine
Portion du littoral sableux de la côte aquitaine este o arie protejată (sit de importanță comunitară — SCI) din Franța întinsă pe o suprafață de 50.619 ha, integral marine.

## Localizare
Centrul sitului Portion du littoral sableux de la côte aquitaine este situat la coordonatele 45°07′12″N 1°20′02″W / 45.12°N 1.33389°V.

## Înființare
Situl Portion du littoral sableux de la côte aquitaine a fost declarat arie specială de conservare în baza directivei 92/43 din 1992 referitoare la conservarea habitatelor naturale și a faunei și florei sălbatice pentru a proteja 3 specii de animale.

## Biodiversitate
Situată în ecoregiunea atlantică, aria protejată conține 2 habitate naturale: Bancuri de nisip acoperite în permanență slab de apă marină, Terase mlăștinoase și terase nisipoase neacoperite de apă la reflux.
La baza desemnării sitului se află mai multe specii protejate:
- mamifere (2): marsuin (Phocoena phocoena), delfin mare (Tursiops truncatus)
- pești (1): șip (Acipenser sturio)

Pe lângă speciile protejate, pe teritoriul sitului au mai fost identificate 2 specii de mamifere, 1 specie de reptile.